# Mártires canadienses
Los mártires canadienses fueron seis misioneros jesuitas, un hermano jesuita y un laico provenientes de Francia, que fueron asesinados en el siglo XVII en Canadá. Estos santos católicos son conmemorados litúrgicamente el 19 de octubre por la Iglesia Católica universalmente, o el 26 de septiembre únicamente en Canadá.

## Los ocho santos mártires canadienses

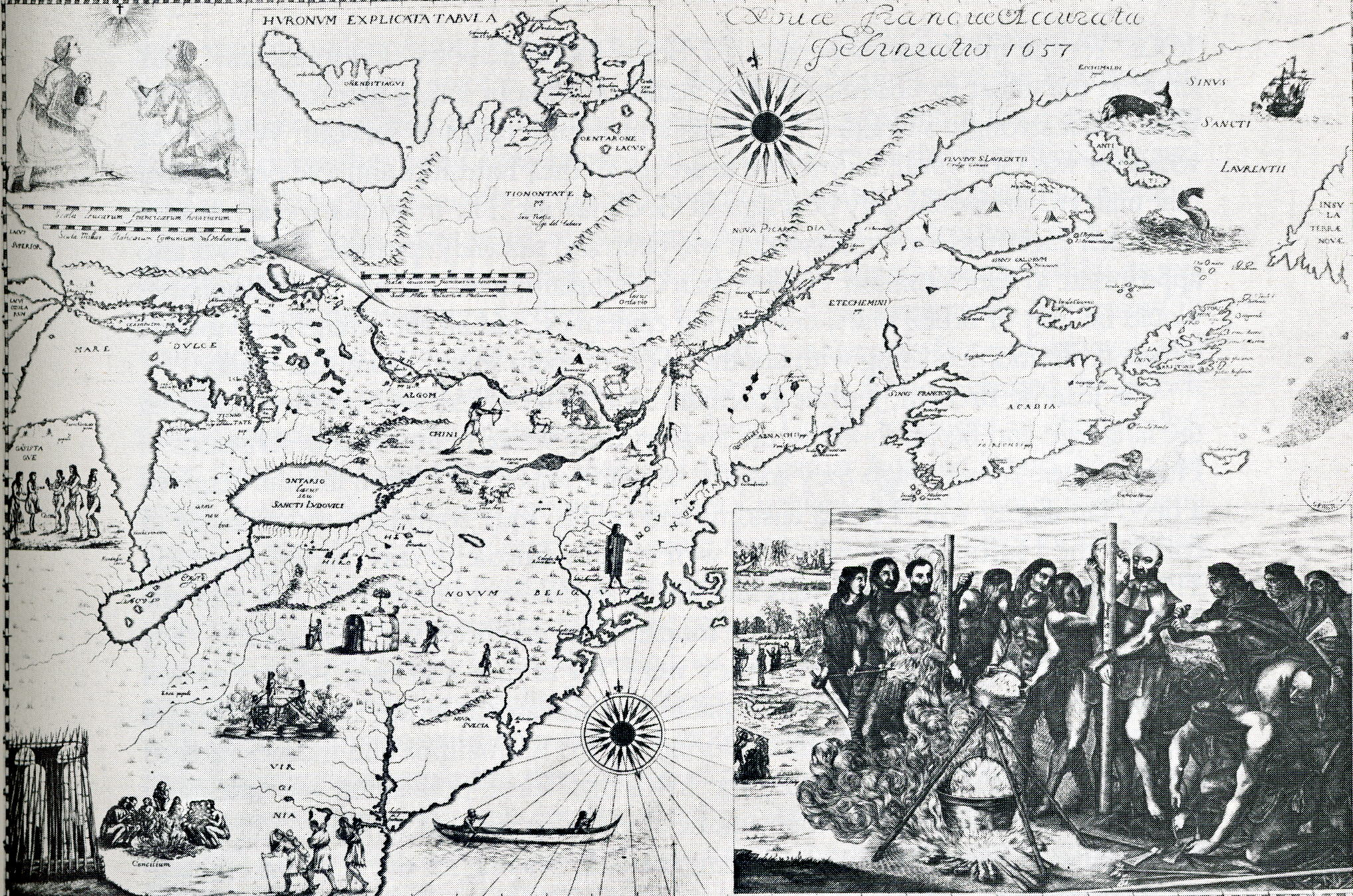
Mapa de Nueva Francia realizado por los jesuitas de 1657, con la representación del asesinato de Jean de Brébeuf y Gabriel Lalemant por los iroqueses.

Los santos mártires canadienses, siete jesuitas y un laico, son:
- Juan de Brébeuf († 16 de mars de 1649), sacerdote
- Natalio Chabanel († 8 de décembre de 1649), sacerdote
- Antonio Daniel († 4 de juillet de 1648), sacerdote
- Carlos Garnier († 7 de décembre de 1649), sacerdote
- Renato Goupil († 29 de septembre de 1642), hermano jesuita
- Isaac Jogues († 18 de octobre de 1646), sacerdote
- Juan de Lalande († 18 de octobre de 1646), laico
- Gabriel Lalemant († 17 de mars de 1649). sacerdote

Fueron asesinados y torturados durante las guerras entre los hurones y los iroqueses, dos pueblos indígenas de la región.

## Recuerdo y veneración

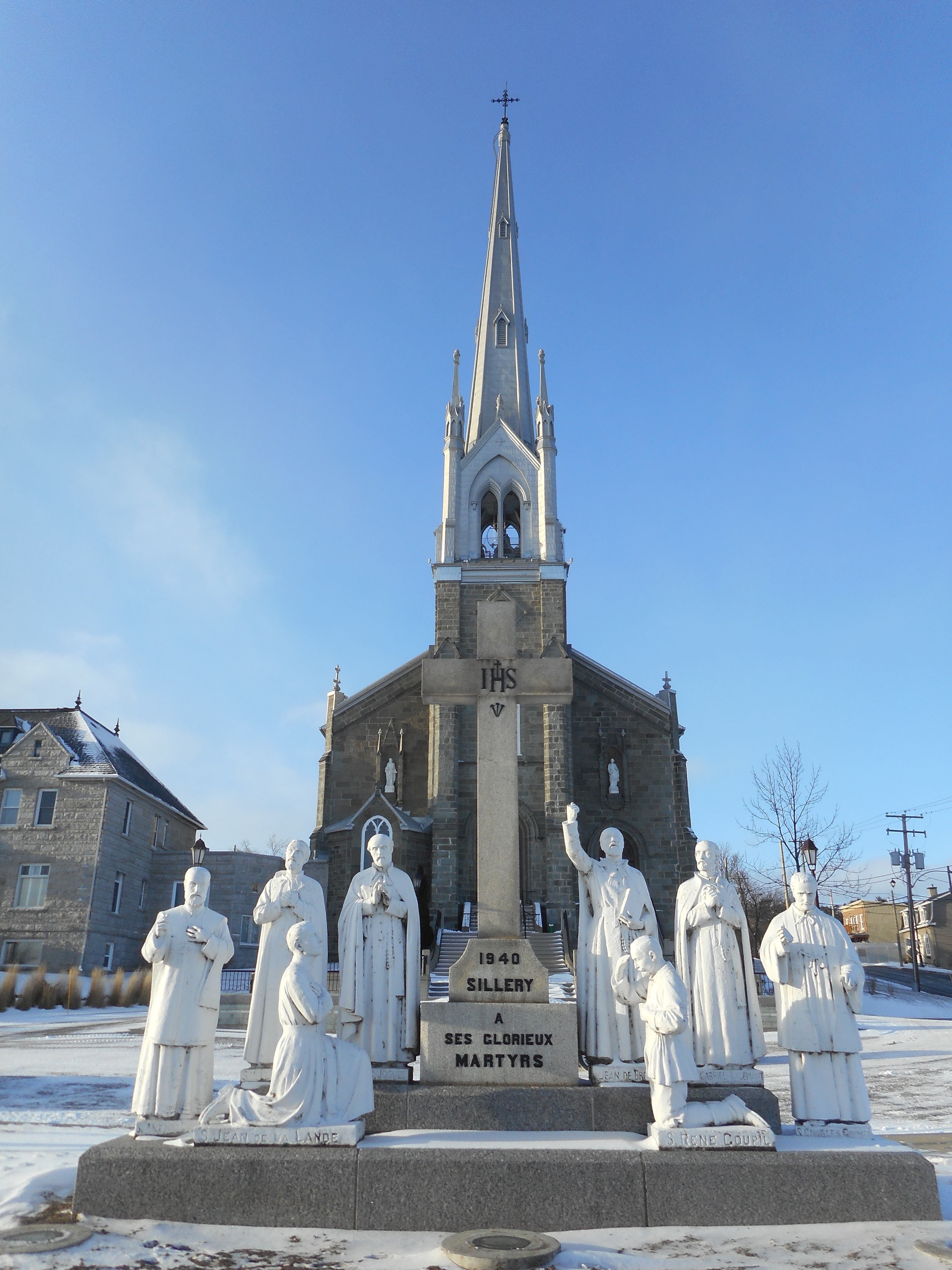
Monumento a los mártires jesuitas canadienses en Sillery, en la ciudad de Quebec

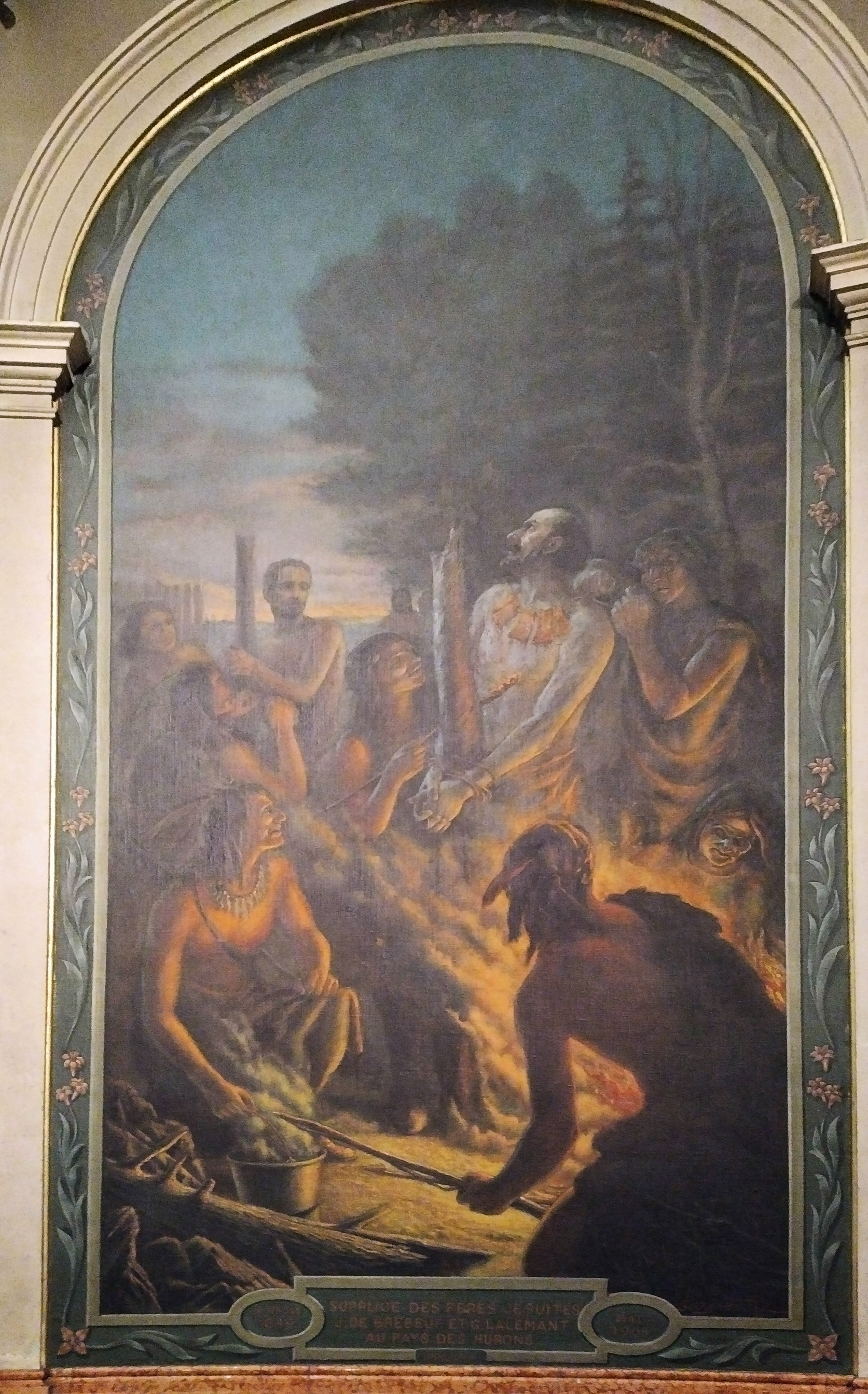
Pintura de Georges Delfosse, en la Catedral Basílica Marie-Reine-du-Monde de Montreal, que ilustra el martirio de los misioneros jesuitas en la tierra de los hurones.

Los mártires canadienses fueron beatificados en 1925 y canonizados en 1930 por el Papa Pío XI. A ellos está dedicado el Santuario de los Mártires en Midland, Ontario, lugar de su acción misionera entre los hurones. El pueblo misionero de Sainte-Marie-au-pays-des-Hurons, base de retaguardia en su época de las expediciones misioneras, ha sido reconstituido y es hoy un importante atractivo turístico en la región.
Son todos juntos santos patrones secundarios de Canadá. Cinco parroquias y un municipio de Quebec conmemoran a los mártires canadienses. La parroquia francófona de Saskatoon en Saskatchewan está también bajo la protección de los Santos Mártires canadienses, al igual que la de Pont-Landry (Nuevo Brunswick), y la de los Santos Mártires Canadienses fundada en 1961 en la Arquidiócesis de Saint-Boniface en Manitoba. Un municipio de la región quebequense de Saguenay-Lac-Saint-Jean, al sur del río Péribonka, recibió su nombre en honor a san Carlos Garnier.
Los mártires canadienses también son venerados en la Iglesia de Nuestra Señora del Santísimo Sacramento y de los Santos Mártires de Canadá en la ciudad de Roma.